# M-Hero M817
L'M-Hero M817 (in cinese: 猛士M817 (Mengshi M817)) è un'autovettura full-size di lusso della categoria dei SUV prodotta dalla Dongfeng Motor Corporation con il marchio M-Hero. È stata presentata a maggio 2025 ed è il secondo veicolo della gamma M-Hero.

## Panoramica
L'M-Hero M817 è un SUV full-size ibrido plug-in progettato per il fuoristrada. Il disegno della carrozzeria è simile a quello dell'M-Hero 917. Il sistema infotainment e i sistemi ADAS sono stati sviluppati in collaborazione con Huawei.
È stato presentato in anteprima al Salone dell'auto di Shanghai del 2025. La versione per la produzione è stata presentata all'Auto Shenzhen il 31 maggio 2025.
Le prevendite sono iniziate il 18 luglio 2025. Per i mercati di esportazione è noto come MHERO 2. Il prezzo competitivo (circa 46 000 €) ha permesso di raggiungere in 24 ore, i circa 10 000 di preordini.

## Gruppo propulsore
L'M817 utilizza un propulsore ibrido plug-in invece di un propulsore a autonomia estesa utilizzato nella M-Hero 917. I motori elettrici sono presenti su entrambi gli assi, conferendo alla M817 la trazione integrale. I motori elettrici funzionano insieme a un 4 cilindri in linea turbo da 1,5 litri.

## Galleria

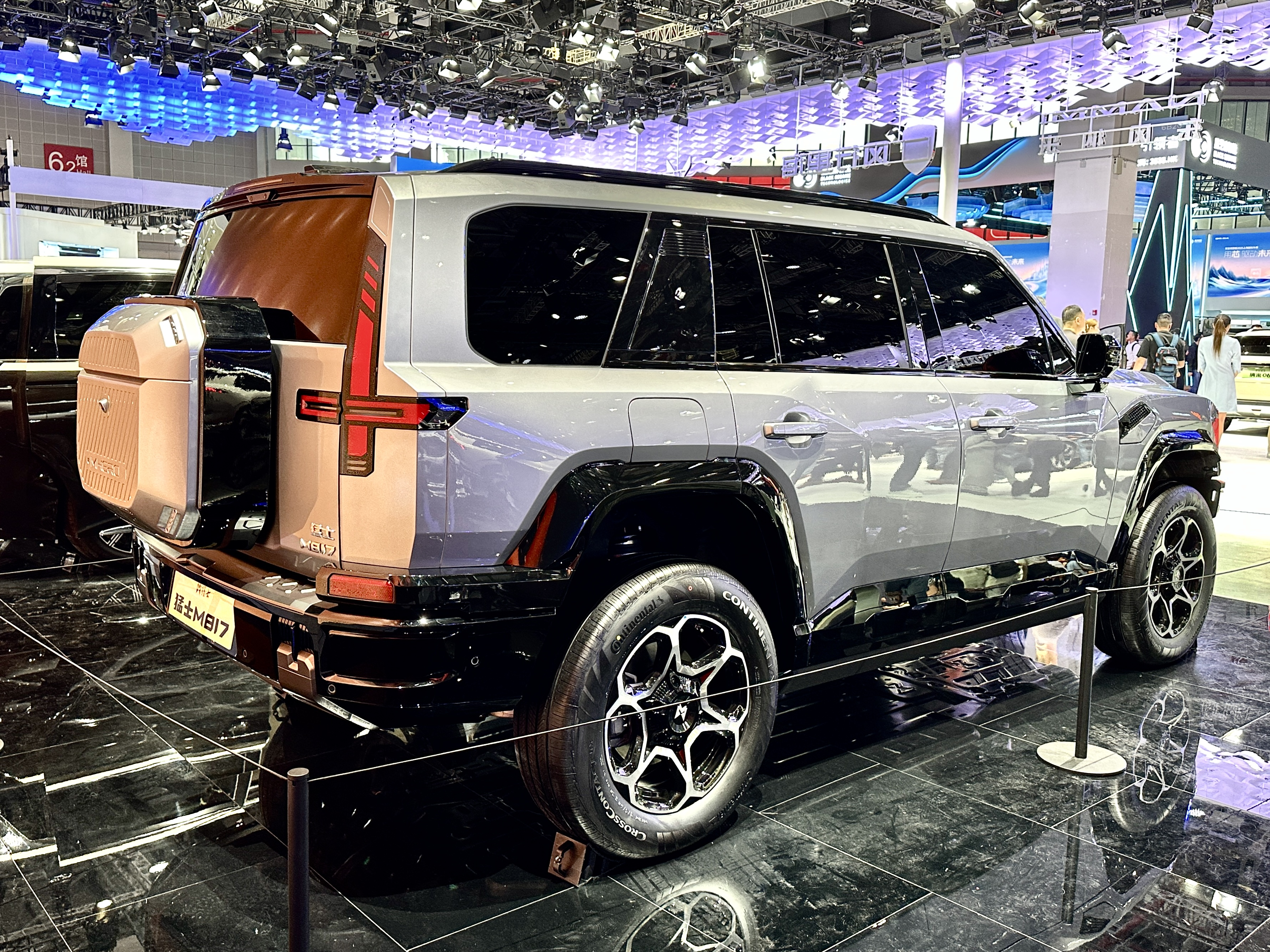
Vista posteriore